# Bolva
Bolva (rusky Болва) je řeka v Brjanské a v Kalužské oblasti v Rusku. Je dlouhá 213 km. Plocha povodí měří 4340 km².

## Průběh toku
Pramení na jižních svazích Smolenské vysočiny. Ústí zleva do Děsny (povodí Dněpru).

## Vodní režim
Průměrný roční průtok vody v ústí činí přibližně 22 m³/s.

## Využití
Řeka je splavná pro vodáky. Na dolním toku je nepravidelně využívána k vodní dopravě. Na řece leží město Kirov.